# Al Baik
Al Baik (البيك) est une chaîne de restauration rapide basée en Arabie saoudite.
Fondée en 1974, la chaîne compte aujourd'hui 52 restaurants : 40 à Djeddah, 6 à La Mecque, 3 à Médine, un à Taïf un à Yanbuet deux à Dubai un au Dubai Mall et un autre au Mall of the Emirates.
La chaîne connaît une forte croissance avec une moyenne de quatre nouveaux restaurants chaque année.